# شکار (فیلم ۱۹۶۶)
شکار (انگلیسی: The Hunt) فیلمی اسپانیایی‌زبان به کارگردانی کارلوس سائورا محصول سال ۱۹۶۶ کشور اسپانیا است.
این فیلم برنده جایزه خرس نقره‌ای برای بهترین کارگردان در شانزدهمین دوره جشنواره فیلم برلین شده‌است.